# Nationaal theater van Finland
Het Nationaal Theater van Finland (Fins: Suomen Kansallisteatteri) is het oudste Finstalige theatergezelschap. Het werd in 1872 opgericht en heette toen Fins Theater (Suomalainen teatteri). De eerste 30 jaar was het een rondreizend theatergezelschap. De eerste opvoering vond op 13 oktober 1872 plaats in het toenmalige hotel Otava in Pori, dat om die reden als de geboorteplaats van het Finse theater wordt beschouwd. In 1902 kreeg het een eigen theatergebouw aan de Rautatientori in Helsinki. Het werd gebouwd in nationaal-romantische stijl en is ontworpen door Onni Tarjanne. In dat jaar kreeg het theater ook zijn huidige naam.
Voor het gebouw staat een standbeeld van schrijver Aleksis Kivi uit 1939 van beeldhouwer Wäinö Aaltonen.